# Vodní cvičiště Čermná
Vodní cvičiště Čermná (nazývané také Vododrom Čermná) se nachází u zaniklé německé vesnice Čermná ve vojenském újezdu Libavá v Oderských vrších (subprovincie pohoří Nízký Jeseník) v okrese Olomouc v Olomouckém kraji. Na místě se také nachází stejnojmenný bod záchrany (Rescue Point) č. 126. Protože se místo nachází ve vojenském výcvikovém prostoru, je veřejnosti bez povolení nepřístupné.
V místě se nachází dvě vodní díla (nádrže) na Plazském potoce (přítok řeky Odry), kde především Armáda České republiky provádí vojenský výcvik v překonávání vodních překážek plavbou bojových vozidel a obrněných transportérů, vyprošťování vozidel z vodní překážky a záchrany zraněných členů osádek a jiné. Po invazi vojsk Varšavské smlouvy do Československa bylo Vodní cvičiště Čermná pod správou sovětských vojsk.
U hráze dolní nádrže vodního cvičiště (nedaleko od cesty z Čermné do zaniklé německé vesnice Milovany), se na Plazském potoce nacházel vodní mlýn a vodní pila společně nazývané Vesnický mlýn (německy Dorf Mühle).

## Další informace
Obvykle jedenkrát ročně může být místo a jeho okolí přístupné veřejnosti v rámci cyklo-turistické akce Bílý kámen.
Výše, proti proudu Plazského potoka, se nachází několik dalších rybníčků a také zaniklá osada Hermesův Mlýn.

## Galerie

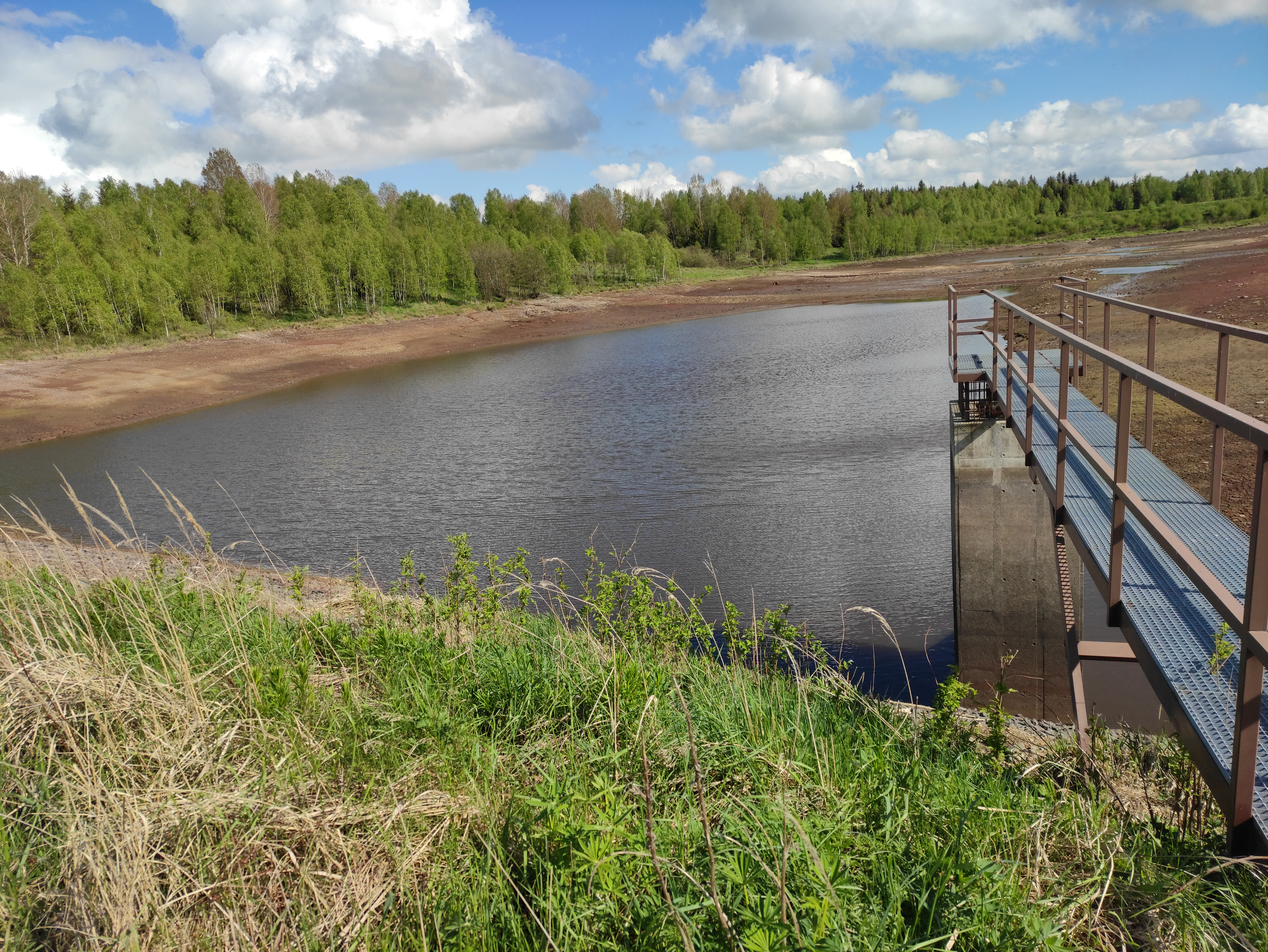
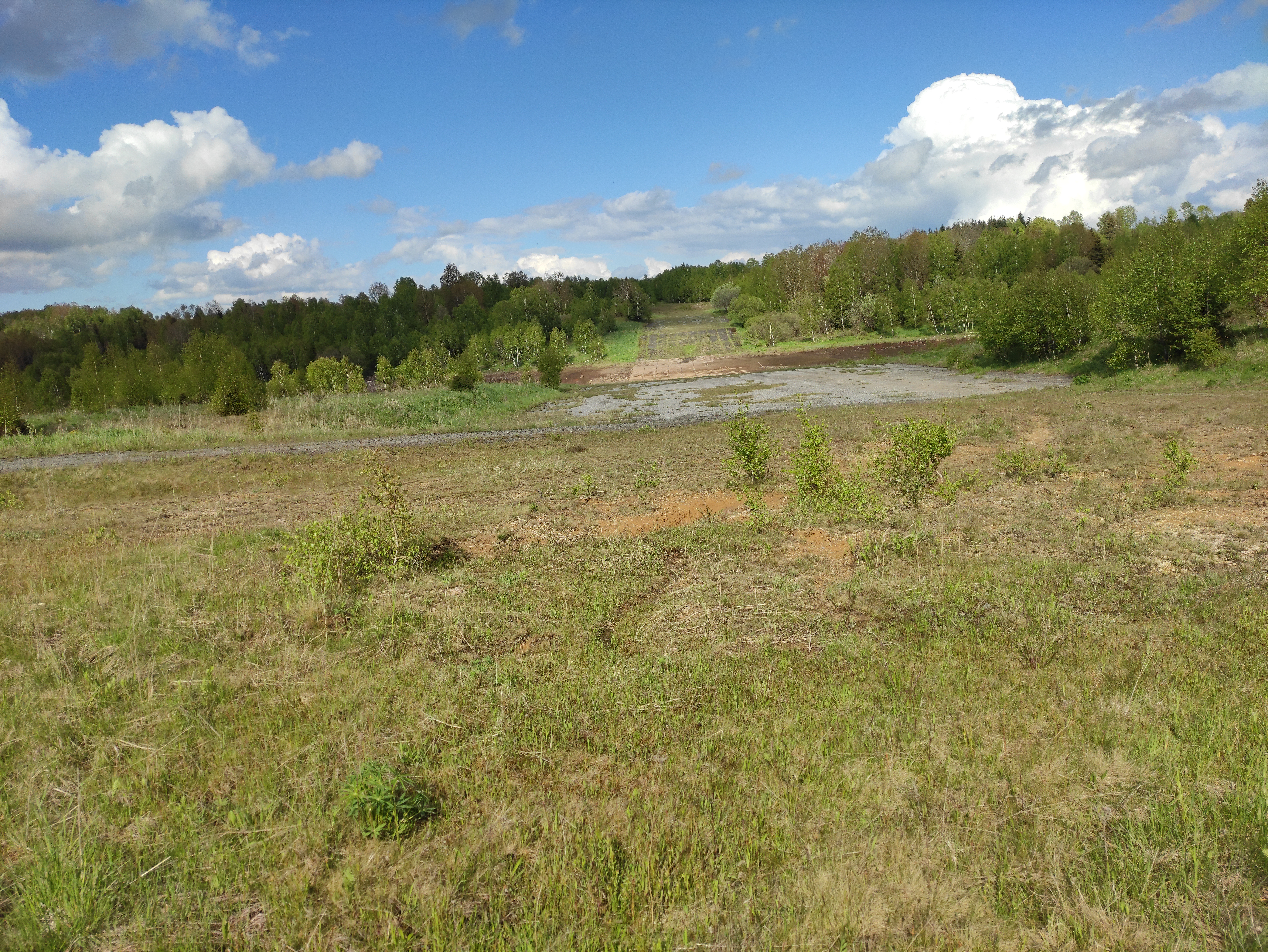